# バルーンパフォーマンス
バルーンパフォーマンスとは、ゴム風船を使って行なわれる即興芸全般のこと。
細長い風船を加工して動物をかたち作るツイストバルーンを始めいろいろな芸がある。 バルーンパフォーマンスを行う芸人のことをバルーンパフォーマーや風船芸人という。

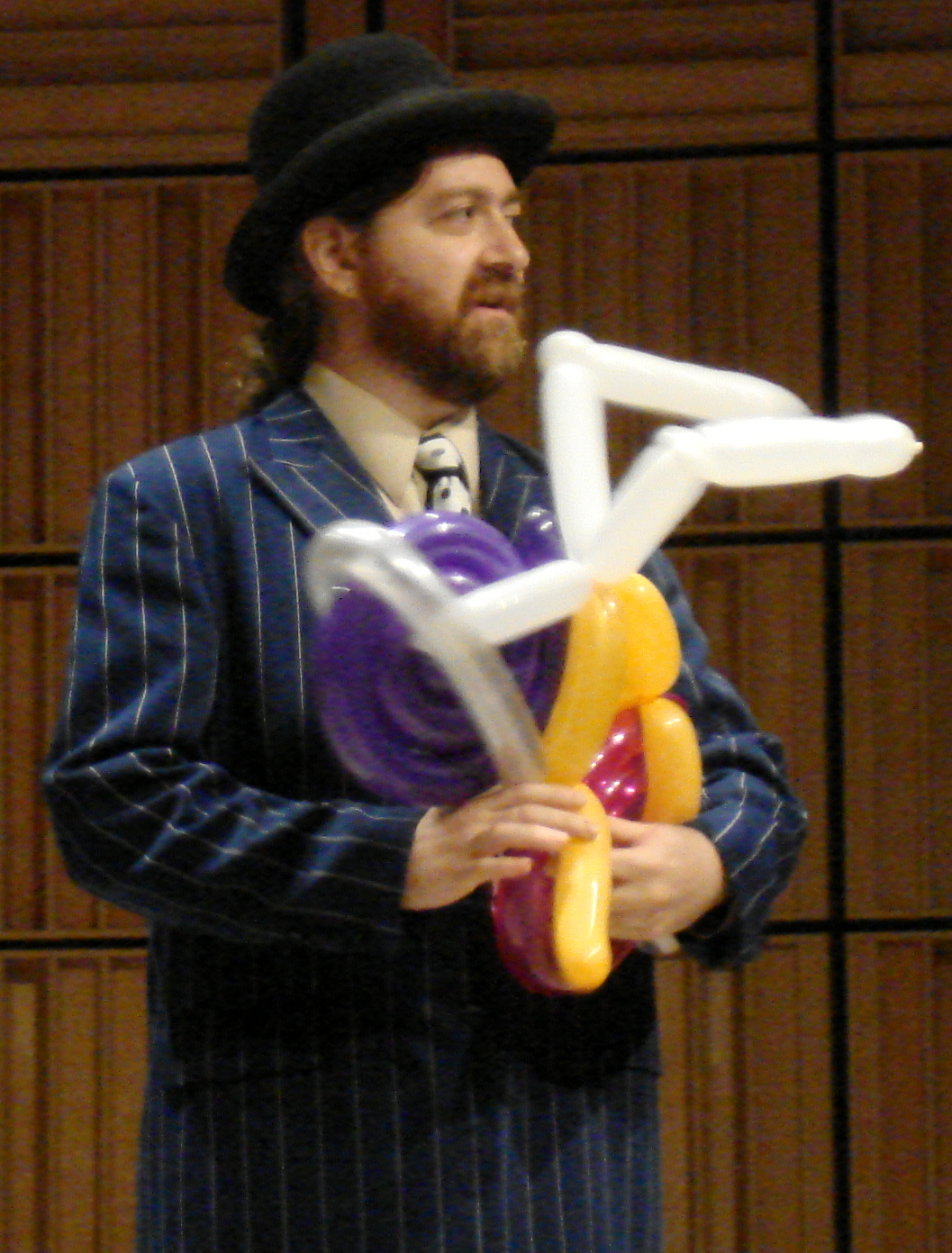
バルーンアーティストのラリー・モス（2009年）

## 概要

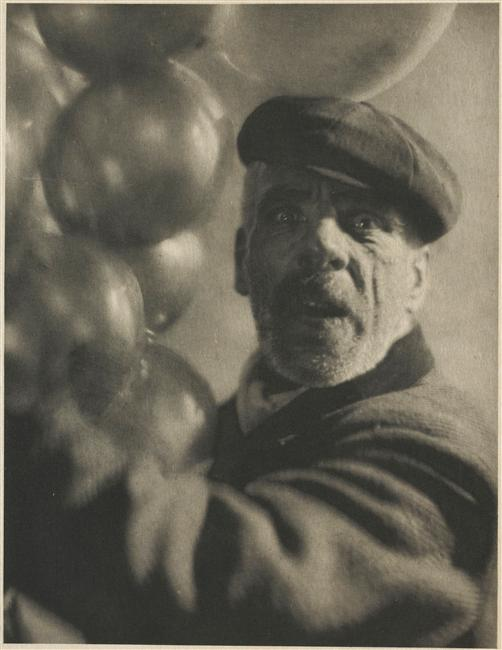
1912年のバルーンアーティスト

バルーンパフォーマンスは、バルーンアートを行うバルーン業者はもとより、ピエロ（クラウン）、ジャグラー、マジシャン、ストリートオルガン奏者などの、路上パフォーマンスを行う芸人の、客の引き留めが期待できる常套的な芸の一つとなっている。
またお笑いタレントや、スーパーの売り場や家電量販店の売場の販売促進員をはじめ、客を相手にする業種の関係者にもツイストバルーン芸を行える人が少なくない。
特にツイストバルーン芸に長けている芸人はツイスターとも呼ばれ、ツイストバルーンの技術の高さを誇示するべくツイストバルーンを細工して作ったバルーンハットを頭にかぶり、声をかけた見物人の大人の男性にもツイストバルーンを口で膨らませようとすることが多い。
また、見物人にスリルとともにバルーンパフォーマンスの興味を惹かせる割れない風船のパフォーマンスでは膨らました透明な風船に針を刺させることを、声をかけた女性の見物人に行なわせることもよく行なわれる。
路上ライブ
通行人から希望とするツイストバルーンを聞いて製作し、ツイストバルーン作品を指定された値段あるいは投げ銭や付け値で買い取らせることが多い。
ステージイベント
見物人参加型のパフォーマンスとなることが多く、見物人との掛け合いを進めながらツイストバルーン作品が製作され、完成品は多くの場合は近くの子供や女性にプレゼントされる。
大型のバルーンパフォーマンスイベントの場合はBGMを交えながらパフォーマンスが進行され、バルーンデコレーションが施されたステージで風船を天井から振り落とすバルーンドロップなどのバルーンアトラクションも同時に行なわれることも多い。
バルーンパフォーマー自身が作るツイストバルーンは配布数が限られるため、見物人参加型でツイストバルーン作品を作るバルーン教室が行なわれることもある。
施設訪問
院内の患者や災害の被災者などに対しホスピタルクラウン、クリニクラウン、ケアリングクラウンなどが、精神的な心のケアをはかる一環でツイストバルーンのパフォーマンスが行なわれることもある。　
来場者特典
ツイストバルーンを製作するバルーンパフォーマンス自体よりも、公開イベントや店舗の来場客へのツイストバルーン作品の配布が目的で行なわれることもあり、この場合はプロのバルーンパフォーマーでなく、イベントの関係者や店員などのバルーンパフォーマーを本業としない一般人がツイストバルーンの細工を作ることも珍しくない。

## 芸の種類
バルーンパフォーマンスには様々な芸があり、以下のようなパフォーマンスが知られているが、バルーンパフォーマーにより対応できる芸が異なり、口以外で風船を膨らませるなどの奇抜な芸が行なわれることもある。
- バルーンアート
  - ツイスト・バルーン芸 - 細長い風船で動物などを形づくるもの。
  - バルーン教室 - 来場者に初歩的なツイストバルーン作品の製作を体験させる。
  - バルーン配布 - 来場者に風船を配布する。
- バルーンマジック
  - 割れない風船マジック - 針を刺しても風船が割れないマジック。
  - 風船割りワイン出し - 風船を割るとワインが出てくる。
  - 風船内コイン入れ - 膨らました風船の中にコインを入れる。
- パフォーマンス芸
  - 使い捨てゴム手袋割り - 医療用の薄い使い捨てゴム手袋を頭にかぶり、鼻息でゴム手袋を破裂させる。
  - 風船人間 - 膨らました巨大な風船の中に人が入りパフォーマンスを行う。

## バルーンアーティスト
バルーン芸のある著名人
- 元せーじ・けーすけ - 解散
  - せーじ
  - けーすけ
- ほいけんた
- 風船太郎
- エスパー伊東
- 淀家萬月
- マルチコメディーパフォーマーTASUKU
- 松下笑一
- ミートボール (お笑い芸人)
- 神宮エミ
- 毛利未央
- 家泉あづさ
- ダイアン吉日
- ウッチィ
- 仲村ちぃな
- 快盗スズメ (お笑いコンビ)
- 太田トラベル
- Performing Artist JOU
- 魔法使いアキット
- つぐみ (バルーンアーティスト)

バルーンパフォーマンスを特技とする著名人
- 渋谷駿
- 葡萄亭わいん
- 桂三金
- 柳亭芝楽 (11代目)
- 横山ポンスケゆうすけ（横山ポンスケ）
- キャベツ確認中（キャプテン★ザコ）
- タイガース (お笑いトリオ)（遠藤 逸人）
- ぬまんづ（原 いい日）
- 辰巳ゆうと
- 上鶴徹
- 上仁樹
- 角田慎弥
- 廣瀬善樹
- 早川剛史
- 佐伯美由紀
- 赤堀可乃子
- 石上美帆
- 天野聡美 (声優)
- 二ノ宮愛子
- 福原綾香
- 武藤愛美
- 辻村ゆりな
- 青葉ひなり
- 早川里香
- CHIE (タレント)
- 神南りな
- 松島かのん